# ジェレミー・トリアン
ジェレミー・アイザイア・リヒャルト・トリアン（Jeremy Isaiah Richard Toljan、1994年8月8日 - ）は、ドイツ・バーデン＝ヴュルテンベルク州シュトゥットガルト出身のプロサッカー選手。レバンテUD所属。ポジションはディフェンダー (SB)。

## 経歴

### クラブ
2013年10月の1.FSVマインツ05戦でトップチームデビュー。
2017年8月30日、ビッグクラブの争奪戦の末、ボルシア・ドルトムントに完全移籍で加入した。
2019年1月31日、セルティックFCへ2018-19シーズン終了までの期限付き移籍をした。
2019年7月10日、USサッスオーロ・カルチョに1シーズンレンタル移籍することが発表された。2021年7月1日に完全移籍となった。
2025年7月8日、レバンテUDに移籍した。

### 代表
世代別ドイツ代表歴があるほか、アメリカとクロアチアの代表に選出される権利を持っている。
リオデジャネイロオリンピックのドイツ代表メンバーにも選出され、銀メダルを獲得した。
U-21欧州選手権では攻撃力を発揮し、ドイツ代表の優勝に貢献した。

## 個人成績
| 所属クラブ       | シーズン | リーグ         | リーグ戦 | リーグ戦 | カップ戦 | カップ戦 | UEFA主催 | UEFA主催 | 合計 | 合計 |
| 所属クラブ       | シーズン | リーグ         | 出場     | 得点     | 出場     | 得点     | 出場     | 得点     | 出場 | 得点 |
| ---------------- | -------- | -------------- | -------- | -------- | -------- | -------- | -------- | -------- | ---- | ---- |
| ホッフェンハイム | 2012–13  | ブンデスリーガ | 0        | 0        | 0        | 0        | 0        | 0        | 0    | 0    |
| ホッフェンハイム | 2013–14  | ブンデスリーガ | 10       | 0        | 1        | 0        | 0        | 0        | 11   | 0    |
| ホッフェンハイム | 2014–15  | ブンデスリーガ | 6        | 0        | 2        | 0        | 0        | 0        | 11   | 0    |
| ホッフェンハイム | 2015–16  | ブンデスリーガ | 18       | 1        | 1        | 0        | 0        | 0        | 19   | 1    |
| ホッフェンハイム | 2016–17  | ブンデスリーガ | 20       | 1        | 1        | 0        | 0        | 0        | 21   | 1    |
| ドルトムント     | 2017–18  | ブンデスリーガ | 16       | 1        | 1        | 0        | 2        | 0        | 19   | 0    |

## 代表歴

### 出場大会
- U-23ドイツ代表
  - 2016年 - リオデジャネイロオリンピック（銀メダル）
- U-21ドイツ代表
  - 2017年 - UEFA U-21欧州選手権（優勝）

## タイトル

### 代表
- UEFA U-21欧州選手権（2017年）

### 個人
- UEFA U-21欧州選手権・ベストイレブン（2017年）